# TUI Nordic
TUI Nordic (tidligere Star Tour) er en rejsearrangør, der er internationalt ejet af TUI, verdens største rejsearrangør. Selskabet sælger primært pakkerejser til hoteller og fly, ejet af TUI-gruppen. 
30. august 2016 offentliggjorde Star Tour, at selskabet per 1. november 2016 skifter navn til TUI. Navneskiftet er et udtryk for, at selskabet vil positionere sig som en udbyder af mere moderne rejseoplevelser, frem for den traditionelle charterrejse, som Star Tour blev kendt for i 90'erne.

## Historie
Selskabets historie går tilbage til 1967, hvor det grundlægges under navnet Fritidsrejser. I 1973 grundlægges Star Tour i Norge. Selskabet fusionerer i 1980 med Fritidsresor, som er et søsterselskab til det danske. I 1991 køber koncernen 30 procent af Team Sterling, der består af de daværende danske rejseselskaber Falke Rejser, Sol-Rejser og Fritidsrejser. De tre fusioneres i 1996 under navnet Star Tour. To år senere opkøbes Fritidsrejsegruppen af Thomson Travel Group plc, der er Storbritanniens største rejsekoncern. I november 1998 lancerer Star Tour sin netbutik. I 2000 bliver Thomson Travel Group opkøbt af det tyske selskab Preussag AG, det senere TUI (Tourism Union International) og har sidet været en del af 'familien' TUI Nordic, der har rejsebureauer i hele Skandinavien. I 2002 modtager Star Tour i Danmark og Norge prisen som årets rejsearrangør.
I 2014 havde Star Tour en markedsandel på 29% i Danmark ifølge officielle tal fra brancheforeningen RID. Selskabet solgte i 2014 316.000 charterrejser ud af danske lufthavne og var derved Danmarks største arrangør af charterrejser. 
I januar 2015 stoppede Stig Elling som salgsdirektør. Hans rolle som talsperson i pressen blev overtaget af pressechef Nikolai Johnsen, og Gorm Pedersen blev indsat som landechef med ansvar for salget i Danmark. 